# 学園退魔戦記ZERO
『学園退魔戦記ZERO』（がくえんたいませんきゼロ）はテラネッツが運営していたプレイバイウェブ。同社WTシリーズの一作目にあたる。

## 概要
人間と妖魔の戦いを中心に私立神室川学園を舞台とした学園RPG。
2001年8月から2003年3月まで運営されてきた。

## 関連作品
本作の運営スタッフは後にテラネッツから独立し、トミーウォーカーやＲＥＸｉを設立。